# Вондра, Александр
Александр «Саша» Вондра (чеш. Alexandr «Saša» Vondra; род. 17 августа 1961, Прага) — чешский политический деятель, дипломат, чехословацкий диссидент, подписант Хартии-77, член Гражданской демократической партии.
В период с июля 1993 по март 1997 года был первым заместителем министра иностранных дел. В период с мая 1997 по октябрь 2001 года был послом Чешской Республики в США. В период с 2002 по январь 2003 года был одним из заместителей министра иностранных дел, а в период с 2001 по 2003 год был комиссионером чешского МИДа по вопросам проведения саммита НАТО в Праге. В 2006 году вступил в Гражданскую демократическую партию (ODS), стал министром иностранных дел в первом правительстве Мирека Тополанка и был избран сенатором от 29-го избирательного округа (Литомержице). Во втором правительстве Мирека Тополанка был министром по европейским делам, в задачу которого включалась координация работы правительства и организация мероприятий во время председательства Чехии в Совете Европейского Союза в первой половине 2009 года. В правительстве Петра Нечаса занимал должность министра обороны. В период с 2012 по 2019 был в политическом отпуске. В 2019 году был избран депутатом Европейского парламента.
С 2003 по 2006 год был преподавателем Нью-йоркского университета в Праге, а с 2004 по 2006 год — управляющим американского консультационного агентства Dutko Worldwide. Считается одним из главных творцов внешней, европейской и экологической политики партии. После смерти Карела Шварценберга его иногда называют старейшиной чешской внешней политики и дипломатии. Известен своими проамериканскими и евроатлантическими взглядами.

## Биография

### Юность и образование
Родился 17 августа 1961 года в Праге. В прессе публиковались сведения о том, что его дед был убит нацистами во время бунта в Освенциме.
В 1979 году Вондра поступил на факультет естественных наук Карлова университета. В 1984 году окончил его по специальности «география», защитив магистерскую диссертацию по геоморфологии влахской части Поломенных гор. В 1985 году защитил на том же факультете диссертацию, получив учёную степень доктора естественных наук.

### Диссидентская деятельность
Ещё во время учёбы в университете Вондра увлекся антикоммунистическими идеями, с 1982 до 1985 года он был менеджером подпольной рок-группы «Национальный проспект» («Národní třída»). В январе 1985 года вместе с писателем Яхимом Тополом и Иваном Лампером основал самиздатовский журнал «Revolver Revue». С 1985 до 1987 года работал администратором отдела азиатской культуры в пражском Этнографическом музее культур стран Азии, Африки и Америки. В 1988—1989 годах Вондра подрабатывал ночным сторожем, кочегаром и программистом.
В тот же период он сблизился с диссидентскими группами, в том числе с польско-чехословацкой «Солидарностью», а затем стал активным участником движения «Хартия 77», одним из основателей которой был Вацлав Гавел. В 1987 году он подписал «Хартию 77» вскоре был заключён в тюрьму на два месяца. Со 2 января 1989 года по 6 января 1990 года был одним из официальных представителей «Хартии 77». Был одним из автором петиции «Несколько предложений» (чеш. Několik vět).
В феврале 1989 года его приговорили к условному сроку за возложение цветов к памятнику Св. Вацлава накануне 20-летия самосожжения Яна Палаха. В тюрьму в Праге-Рузине он попал 18 сентября 1989 года, поскольку якобы нарушил условно-досрочное освобождение своей диссидентской деятельностью. Во время отбывания наказания его интересы представлял Вацлав Гавел в качестве представителя Хартии. Вондра был освобождён менее чем через два месяца, 10 ноября 1989 года. В ноябре того же года, после начала «бархатной революции», приведшей к свержению коммунистического правительства, Вондра был одним из создателей политического движения «Гражданский форум» и журналистской сети, которая впоследствии была преобразована в журнал «Respect». После этого он стал самым молодым советником по внешнеполитическим вопросам президента Чехословакии Гавела.
В 1993 году, после мирного распада Чехословакии, Вондра был назначен заместителем министра иностранных дел Чешской республики, руководил формированием штата МИДа независимой Чехии, курировал вопросы безопасности и получил известность как талантливый молодой дипломат. В 1996 году он участвовал в подписании чешско-немецкой декларации, которая признала вину Чехии в массовой депортации немецкого населения из страны после Второй Мировой войны. В 1997 году Вондра был назначен послом в США. Во многом благодаря его усилиям и переговорам с Германией Чехия смогла вступить в Североатлантический альянс (НАТО) в 1999 году, незадолго до военной операции НАТО в Югославии, которая была очень непопулярна в Чехии.
Вернувшись в Чехию в 2001 году, Вондра возглавил комиссию МИД Чехии по проведению саммита НАТО в Праге в 2002 году. Он был одним из основных сторонников участия чешских войск во вторжении НАТО в Афганистан и Ирак, эти операции также были негативно встречены населением Чехии.
С января по июль 2003 года Вондра вновь занимал пост заместителя министра иностранных дел Чехии. Затем он преподавал чешско-американские отношения в Нью-йоркском университете в Праге, а также стал почётным председателем Чешского евро-атлантического совета и членом совета директоров организации «Программа по изучению атлантической безопасности» (Program of Atlantic Security Studies). В 2004 году Вондра был назначен управляющим американского консультационного агентства Dutko Worldwide. В свободное время он также занимался вопросами поддержки Чехией демократических движений в Белоруссии и на Кубе.
В сентябре 2006 года Вондра был назначен министром иностранных дел Чехии. Месяцем спустя он был избран в Сенат Чехии от города Литомержице в качестве представителя Гражданской демократической партии (ГДП). На посту министра иностранных дел Вондра был сторонником диверсификации источников энергоносителей для Чехии и выступал против увеличения импорта нефти из России. После смены правительства Чехии в январе 2007 года Вондра был назначен заместителем премьер-министра Чехии по европейским вопросам. На этом посту занимался подготовкой к председательству Чехии в Европейском союзе (ЕС) в 2009 году.
Вондра выступал против исламизации Евросоюза и называл радикальный ислам одной из главных угроз либерализму и демократии в ЕС.
Вондра выступал за размещение радара системы противоракетной обороны США на территории Чехии, но настаивал на том, чтобы это было сделано после переговоров с Россией и приглашал её к сотрудничеству по ПРО. Вондра занимал осторожную позицию по войне в Грузии в августе 2008 года: он заявлял, что Грузия совершила ошибку, начав военную операцию в Южной Осетии, назвав поводом для этой ошибки эскалацию конфликта со стороны России. От лица политсовета ГДП он обвинил Россию в демонстрации силы на Кавказе и призвал Грузию и Украину подать заявку на вступление в НАТО, отметив, что принятие Грузии в альянс будет сопряжено с риском возможной конфронтации России и Североатлантического альянса.
В январе 2009 года Чехия на полгода стала председателем в ЕС и по традиции разместила скульптуру, изображающую Евросоюз, в здании Евросовета в Брюсселе. В качестве такой скульптуры Чехия выбрала инсталляцию «Entropa» художника-авангардиста Давида Чёрного: её объекты представляли собой изображения какого-либо национального стереотипа каждой из стран ЕС. В частности, Нидерланды были показаны в виде торчащих из воды минаретов, а Болгарию олицетворяли «турецкие» унитазы. За эту инсталляцию Вондре пришлось извиняться перед Болгарией и другими странами.
Во время газового конфликта между Украиной и Россией в январе 2009 года, приведшего к прекращению поставок газа в Европу через территорию Украины, Вондра заявил, что Евросоюз не намерен принимать чью-либо сторону в конфликте и призывает обе стороны как можно скорее заключить новый договор о поставках газа.
В мае 2009 года Вондра покинул пост заместителя премьер-министра по европейским вопросам. Его преемником стал Штефан Фюле (чеш. Štefan Füle). В июне 2010 года Вондра был избран вице-председателем ГДП, а в июле того же года занял пост министра обороны Чехии.
Пресса отмечала, что Вондра занимает проамериканскую позицию во внешнеполитических вопросах, но не является евроскептиком.
Вондра был награждён гражданскими медалями Чехии, Словакии, Латвии и НАТО. В 1990 году он был награждён медалью Национального фонда в поддержку демократии (National Endowment for Democracy), неправительственной организации в США.

### Личная жизнь
Женат на учительнице младших классов Мартине (Martina). В браке родилось трое детей: сын Войтех (Vojtěch, 1991 года рождения) и дочери Анна (Anna, 1993 года рождения) и Мария (Marie, 1996 года рождения). Имел любовные отношения с коллегой по партии Вероникой Вреционовой, в результате отношений родился сын Яхим (Jachým, 1992 год рождения).
На пасхальном бдении 15 апреля 2017 года в римско-католическом приходе Горни Полице был покрещён священником Станиславом Пршибылем.
Проживает в Праге и Литомержице. Кроме чешского также владеет русским и английским языками.

## Награды
- Командор ордена Трёх звёзд (16 октября 2004 года, Латвия)[25]
- Памятный знак за личный вклад в развитие трансатлантических отношений Литвы и по случаю приглашения Литовской Республики в НАТО (12 февраля 2003 года, Литва)[26]
- Медаль Карла Крамаржа (2009)
- Похвальный крест Министра обороны Чешской Республики
- Медаль Национального фонда демократии